# Mashav
Mashav (המֶרְכָּז לשִׁיתּוּף פְּעֻלָּה בֵּינְלְאֻמִּי, מש"ב, Hamerkaz leshituf pe'ula benle'umi, littéralement : Centre pour participation action internationale) est une agence israélienne de coopération internationale pour le développement, qui fait partie du ministère israélien des Affaires étrangères. Mashav est l'organisation responsable de la conception, de la coordination et de la mise en œuvre des programmes de développement et de coopération internationaux d'Israël à travers le monde, en particulier dans les pays en développement.
Sa contribution principale est d'aider le développement des pays, ce qui peut être fait dans les domaines où Israël a une expérience acquise au cours de son propre développement en tant que pays, car en tant que jeune nation, il a fait face à des défis similaires,.
Ses programmes de développement sont menés dans le cadre d'ateliers de formation dans les domaines de l'agriculture, de l'éducation et de la médecine et sont financés conjointement avec les programmes d'autres organisations internationales telles que l'Organisation des États américains (OEA), la Banque interaméricaine du développement, le plan de développement de l'ONU, de l'Unesco et de l'Organisation des Nations unies pour l'alimentation et l'agriculture (FAO).
Le Mashav a été créé après la Conférence de Bandung en 1955 à laquelle l'Etat d'Israël n'a pas participé.Le Mashav a été créé à l'initiative de Golda Meir en 1958, après sa visite sur le continent africain.